# Xã Princeton, Quận Mille Lacs, Minnesota
Xã Princeton (tiếng Anh: Princeton Township) là một xã thuộc quận Mille Lacs, tiểu bang Minnesota, Hoa Kỳ. Năm 2010, dân số của xã này là 2.256 người.